# 完全活性空间
完全活性空间（Complete Active Space, CAS）在量子化学中指对分子轨道的一种处理方法。轨道在这一方法中被分为三类：
- 内层轨道：由两个电子占据
- 活性轨道：被部分占据
- 空轨道：不被占据

这一分类方式能够给出一组用于线性展开体系波函数的斯莱特行列式。由于除去内层轨道的那些电子之后，余下的电子在活性轨道中的分布有一定的自由度，因此能够得到较大量的一组行列式。用它们的线性组合来描述的波函数具有多参考的特点。
理论上，活性轨道可以包括所有的分子轨道，这就是完全组态相互作用方法。实际上，由于对大规模的 CAS 的变分计算需要耗费大量的计算资源，大部分的情况下只能选取一部分轨道作为活性轨道。
完全活性空间波函数能够得到所谓的静态相关的校正，即由于基态与激发态轨道能量近简并，采用单电子近似时引入的误差。这意味着完全活性空间方法能够正确描述键解离过程。这需要把一系列同样具有较大贡献的组态态函数包括在波函数的展开式中。而由于电子间瞬时相互作用对能量的贡献引起的动态相关，则相对较小，自洽场方法（CASSCF）无法获得这部分修正，需要进一步使用更高级的方法，如完全活性空间二阶微扰理论（CASPT2）、N电子价微扰理论等。